# فرودگاه اسپریتوود/ اچ و ام فست فارمز
فرودگاه اسپریتوود/ اچ و ام فست فارمز (به انگلیسی: Spiritwood/H & M Fast Farms Aerodrome) یک فرودگاه همگانی است که یک باند فرود چمن دارد و طول باند آن ۸۵۳ متر است. این فرودگاه در کشور کانادا قرار دارد و در ارتفاع ۶۸۶ متری از سطح دریا واقع شده است.